# Tony Burton
Anthony Mabron "Tony" Burton (Flint, Michigan, 1937. március 23. – Menifee, Kalifornia, 2016. február 25.) amerikai színész, bokszoló és amerikaifutball-játékos.
Színészként legismertebb alakítását a Rocky-filmekben nyújtotta (1976 és 2006 között hat részben), mint Tony „Duke” Evers, aki Apollo Creed, majd a címszereplő Rocky Balboa bokszedzője volt. További fontosabb mellékszereplései voltak A 13-as rendőrőrs ostroma (1976) és a Ragyogás (1980) című filmekben.
Számos népszerű televíziós sorozatban is feltűnt, nagyrészt vendégszereplőként.

## Fiatalkora és sporttevékenysége
A michigani Flintből származik, egy húga van, Loretta.
A Flint Northern High School 1955-ös végzőseként jelentős sporteredményeket ért el amerikaifutballban, baseballban, illetve ökölvívásban. Utóbbi sportágban rövid ideig félnehézsúlyú profiként is versenyzett az 1950-es évek végén.
Sportkarrierje után rablásért három és fél évet töltött egy kaliforniai börtönben. Elmondása szerint a büntetés alatt nem csupán leérettségizett és főiskolai diplomát szerzett, hanem mélyebb önismeretre is szert tett. Emellett egy pszichodráma csoportban megismerkedett a színészettel is.

## Színészi pályafutása
Szabadulását követően Los Angelesben kisebb színházi csoportokban tevékenykedett és Carl Weathers révén kapott szerepet az 1976-os Rocky című filmben, mint a Weathers által alakított Apollo Creed mentora, Tony "Duke" Evers. A szerepet további öt folytatásban megismételte, így a címszereplő Sylvester Stallone, illetve Burt Young mellett Burton az egyetlen színész, aki az első hat Rocky-film mindegyikében szerepel.
A szintén 1976-ban bemutatott A 13-as rendőrőrs ostroma című John Carpenter-filmben kisebb szerepet játszott. Az 1980-as Ragyogás című horrorfilmben is mellékszerepben tűnik fel. Az 1980-as és 1990-es években olyan filmekben vállalt még szerepeket, mint a Dutyi dili (1980), a Fegyvere van, veszélyes (1986) és a Hook (1990).
A filmvászon mellett gyakran szerepeltették televíziós sorozatokban is. Egy-egy epizód erejéig látható volt többek között a Kojak, A szupercsapat, A simlis és a szende, valamint a Twin Peaks című sorozatokban. 1987 és 1988 között visszatérő szereplőként tűnt fel a Frank's Place című vígjáték-drámasorozatban.

## Magánélete
Halála előtt harminc éven át Kaliforniában élt feleségével, Rae-val. Egyik fiuk, Martin 2014-ben hunyt el szívrohamban.
A mélyen vallásos Burton tehetséges sakkozó volt. A Ragyogás forgatásának szüneteiben méltó ellenfélnek bizonyult a filmet rendezőként jegyző és ugyancsak képzett sakkjátékos Stanley Kubrick számára.

## Halála
A halála előtti évben sokat tartózkodott kórházban, megromlott egészsége miatt a 2015-ben megjelent Creed: Apollo fia című filmet sem láthatta. 2016. február 25-én hunyt el egy dél-kaliforniai kórházban, halálát tüdőgyulladás okozta.

## Válogatott filmográfia

### Film
| Év   | Magyar cím                      | Eredeti cím                                      | Szerep                               | Magyar hang   |
| ---- | ------------------------------- | ------------------------------------------------ | ------------------------------------ | ------------- |
| 1974 |                                 | The Black Godfather                              | Sonny Spyder Brown                   |               |
| 1976 |                                 | The River Niger                                  | fekete rendőr                        |               |
| 1976 |                                 | Trackdown                                        | Zelds                                |               |
| 1976 |                                 | The Bingo Long Traveling All-Stars & Motor Kings | Issac                                |               |
| 1976 | A 13-as rendőrőrs ostroma       | Assault on Precinct 13                           | Wells                                | Hankó Attila  |
| 1976 | A 13-as rendőrőrs ostroma       | Assault on Precinct 13                           | Wells                                | Sótonyi Gábor |
| 1976 | Rocky                           | Rocky                                            | Tony "Duke" Evers                    | Beregi Péter  |
| 1976 | Rocky                           | Rocky                                            | Tony "Duke" Evers                    | Szűcs Sándor  |
| 1977 | Hősök                           | Heroes                                           | séf                                  |               |
| 1978 |                                 | Blackjack                                        | Charles                              |               |
| 1979 | Rocky II.                       | Rocky II                                         | Tony "Duke" Evers                    | Szűcs Sándor  |
| 1980 | Ragyogás                        | The Shining                                      | Larry Durkin                         |               |
| 1980 | A vadász                        | The Hunter                                       | kukás                                |               |
| 1980 | Dutyi dili                      | Stir Crazy                                       | férfi, aki behúz Big Meannek (cameo) |               |
| 1980 |                                 | Inside Moves                                     | Lucius                               |               |
| 1982 | Rocky III.                      | Rocky III                                        | Tony "Duke" Evers                    | Szűcs Sándor  |
| 1982 | A kis terrorista és a játékszer | The Toy                                          | Stanley                              |               |
| 1985 |                                 | Beyond Reason                                    | Dangerman                            |               |
| 1985 | Rocky IV.                       | Rocky IV                                         | Tony "Duke" Evers                    | Melis Gábor   |
| 1985 | Rocky IV.                       | Rocky IV                                         | Tony "Duke" Evers                    | Szűcs Sándor  |
| 1986 | Fegyvere van, veszélyes         | Armed and Dangerous                              | Cappy                                | Rudas István  |
| 1990 | Túlütés                         | Side Out                                         | Louie                                | Lázár Sándor  |
| 1990 | Rocky V.                        | Rocky V                                          | Tony "Duke" Evers                    | Varga Tamás   |
| 1990 | Rocky V.                        | Rocky V                                          | Tony "Duke" Evers                    | Szűcs Sándor  |
| 1991 | Micsoda buli 2.                 | House Party 2                                    | Mr. Lee                              | Varga Tamás   |
| 1991 | Hook                            | Hook                                             | Bill Jukes                           |               |
| 1995 |                                 | Fatal Choice                                     | Columbus                             |               |
| 1995 | A menekülés 2.                  | Cyber-Tracker 2                                  | Swain                                | Csikos Gábor  |
| 1996 | Harlem fekete rózsája           | Black Rose of Harlem                             | Turner                               |               |
| 1997 |                                 | Flipping                                         | Chuckie                              |               |
| 2001 |                                 | Knockout                                         | Segent Hawkins                       |               |
| 2003 | A nagy trükk                    | Shade                                            | Fedora                               |               |
| 2006 | Rocky Balboa                    | Rocky Balboa                                     | Tony "Duke" Evers                    | Papp János    |
| 2007 |                                 | Hack!                                            | Stoker seriff                        |               |

### Televízió
| Év        | Magyar cím           | Eredeti cím                            | Szerep                     | Megjegyzések                                |
| --------- | -------------------- | -------------------------------------- | -------------------------- | ------------------------------------------- |
| 1974      | Kojak                | Kojak                                  | Eddie Ellis                | 1 epizód                                    |
| 1975      |                      | The Invisible Man                      | harmadik rab               | 1 epizód                                    |
| 1975      |                      | Baretta                                | Teak                       | 1 epizód                                    |
| 1976      |                      | Harry O                                | Peter Macklin              | 1 epizód                                    |
| 1976      |                      | Future Cop                             | terrorista                 | 1 epizód                                    |
| 1976      |                      | Good Times                             | Aide                       | 1 epizód                                    |
| 1977      |                      | The Six Million Dollar Man             | menedzser                  | 1 epizód                                    |
| 1977      |                      | Sanford and Son                        | őr                         | 1 epizód                                    |
| 1977      | Rockford nyomoz      | The Rockford Files                     | Joe Moran                  | egy epizód                                  |
| 1978      |                      | The Hardy Boys/Nancy Drew Mysteries    | Gilmore Lee                | 1 epizód                                    |
| 1978      |                      | C.P.O. Sharkey                         | Scotty                     | 1 epizód                                    |
| 1979      |                      | The Incredible Hulk                    | Taylor George              | 1 epizód                                    |
| 1980      |                      | Tenspeed and Brown Shoe                | Skeeter McClintock         | 1 epizód                                    |
| 1981      |                      | Fitz and Bones                         | Sid                        | 1 epizód                                    |
| 1981      |                      | The Greatest American Hero             | Curley                     | 1 epizód                                    |
| 1981      |                      | CHiPs                                  | Avrom                      | 1 epizód                                    |
| 1981      |                      | Quincy, M.E.                           | Starvin' Marvin            | 1 epizód                                    |
| 1982–1986 |                      | The Fall Guy                           | Algebra Jones/Eddie Barber | 2 epizód                                    |
| 1982      |                      | Bret Maverick                          | Arthur                     | 2 epizód                                    |
| 1982      | T. J. Hooker         | T.J. Hooker                            | Luther Travis              | 1 epizód                                    |
| 1984      | A szupercsapat       | The A-Team                             | Burke                      | 1 epizód                                    |
| 1985      | A simlis és a szende | Moonlighting                           | pultos                     | 1 epizód                                    |
| 1986      |                      | Airwolf                                | Moose                      | 1 epizód                                    |
| 1987      |                      | Walt Disney's Wonderful World of Color | Moustache                  | 1 epizód                                    |
| 1987–1988 |                      | Frank's Place                          | Big Arthur                 | 22 epizód                                   |
| 1988      |                      | The Wil Shriner Show                   | önmaga                     | 1 epizód                                    |
| 1989      |                      | Amen                                   | Anderson rendőr            | 1 epizód                                    |
| 1990      | Az éjszaka árnyai    | In the Heat of the Night               | Conrad Baylor              | 1 epizód                                    |
| 1990      |                      | A Different World                      | Cap Connors                | 1 epizód                                    |
| 1990      |                      | Over My Dead Body                      | Curly                      | 1 epizód                                    |
| 1991      | Twin Peaks           | Twin Peaks                             | Riley ezredes              | 1 epizód                                    |
| 1992      | Igazságos küldetés   | Mission of Justice                     | Cedric Williams            | - tévéfilm - magyar hangja: - Kránitz Lajos |
| 1996      | New York rendőrei    | NYPD Blue                              | Floyd "Good News" Gates    | 1 epizód                                    |
| 1996      |                      | Poltergeist: The Legacy                | Simon Walters              | 1 epizód                                    |
| 1996      | Chicago Hope Kórház  | Chicago Hope                           | Dr. Joseph Little          | 1 epizód                                    |
| 1998      | A hét mesterlövész   | The Magnificent Seven                  | Tennessee Eban             | 1 epizód                                    |
| 2000      |                      | Dark Knight                            | De Montfort                | 1 epizód                                    |
| 2003      |                      | Mercy Peak                             | Norm Somerville            | 1 epizód                                    |
| 2011      |                      | Biography                              | önmaga / Tony "Duke" Evers | 1 epizód                                    |

## Fordítás
- Ez a szócikk részben vagy egészben  a   Tony Burton című angol Wikipédia-szócikk ezen változatának fordításán alapul.  Az eredeti cikk szerkesztőit annak laptörténete sorolja fel. Ez a jelzés csupán a megfogalmazás eredetét és a szerzői jogokat jelzi, nem szolgál a cikkben szereplő információk forrásmegjelöléseként.